# Аегна
Аегна (ест. Aegna, швед. Ulfsö і нім. Wulf означає Вовчий острів) — естонський острів у Фінській затоці. 
Адміністративно підпорядкований міському муніципалітету Таллінна, входить до складу району Кесклінн. На острові офіційно зареєстровані 12 мешканця, станом на 2017 рік.

## Географія

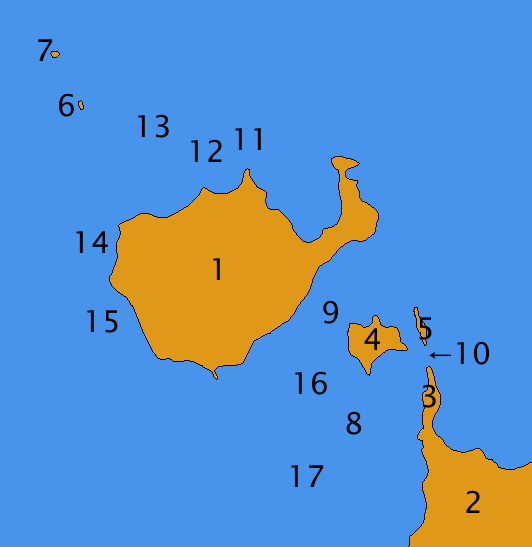
Сусідні острівці: 1 — Аеґна, 2 — Віймсі, 3 — Рогунееме, 4 — Крясулі, 5 — Кумблі, 6 — Peenekarikrunn, 7 — Vullikrunn, 8 — Linnalaht, 9 — Suursalm, 10 — Väikesalm, 11 — Peldikukari, 12 — Lõhekari, 13 — Vahekivi, 14 — Liuhkakari, 15 — Sitakari, 16 — Angerjakari, 17 — Holgani kari

Острів Аеґна розташований у Фінській затоці, за 14 км від міста Таллінна. Площа острова — 2,93 км².
Острів знаходиться під захистом держави, завдяки гарній незайманій природі. На території острова розташований старий цвинтар. В наш час[коли?] є плани туристичного розвитку острова.

## Цікаві факти
- У радянську епоху в Естонії випускалися сигарети марки «Аегна».

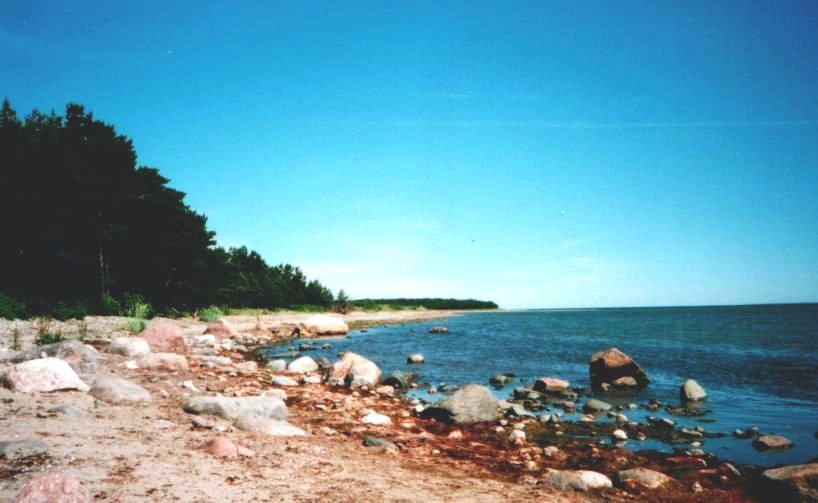
Берег острова Аегна